# Mołoczki (Ukraina)
Mołoczki (ukr. Mołoczki) – wieś w rejonie berdyczowskim obwodu żytomierskiego. 
Miejsce bitwy stoczonej przez Karola Boromeusza Różyckiego.

## Pałac
- wybudowany w 1820 r. przez gen. Giżyckiego w stylu empire. Przypominał pałac Rosenheim pod Stuttgartem. Od frontu ryzalit z czterema kolumnami jońskimi podtrzymującymi  trójkątny fronton[3]. Jednym z właścicieli pałacu w Mołoczkach był Bartłomiej Giżycki (ok. 1770–1827). Wokół pałacu park utworzony przez Franciszka Ksawerego Zamoyskiego[4].